# Ахалціхе (Душетський муніципалітет)
Ахалціхе (груз. ახალციხე) — село в Грузії.
За даними перепису населення 2014 року в селі проживає 23 особи.